# Smart Alec
Pour les articles homonymes, voir Alec.
Smart Alec est un mutant appartenant à l'univers de Marvel Comics. Il est apparu pour la première fois dans Alpha Flight #8, en 1983.

## Origine
Alexander "Alec" Thorn fut contacté par James Hudson pour travailler au Département H. Dans sa première mission, lui et ses collègues arrêtèrent le criminel Tête d'Œuf qui s'apprêtait à lancer un missile nucléaire sur les États-Unis.
Quand Hudson sépara les équipes, Alec fut affecté à la Division Gamma sous le nom de code Smart Alec (Génial Alec dans la version française).
À son démantèlement, il fut contacté par Jerry Jaxon et rejoignit la Division Oméga. Mais il fut vaincu quand il regarda dans la bourse magique de Shaman. Le choc mental le plongea dans un état de débilité, et Shaman le fit rétrécir et l'enferma dans sa sacoche.
Il réapparut plus tard, après la mort d'Harfang, quand l'esprit sans corps de Walter Langkowski entra de force dans son corps miniaturisé. Le corps de Smart Alec fut tué quand Langkowski (Sasquatch) tenta de fusionner avec Box pour vaincre Pestilence.

## Pouvoirs
- Smart Alec était un génie.
- Il était équipé d'un casque possédant divers outils de réception et de scanners.